# ColeRidge Estates
ColeRidge Estates är en ort i Kanada.   Den ligger i provinsen Nova Scotia, i den sydöstra delen av landet, 1 000 km öster om huvudstaden Ottawa. ColeRidge Estates ligger 30 meter över havet och antalet invånare är 200.
Terrängen runt ColeRidge Estates är platt. En vik av havet är nära ColeRidge Estates åt sydost. Runt ColeRidge Estates är det ganska tätbefolkat, med 214 invånare per kvadratkilometer.. Närmaste större samhälle är Halifax, 9,3 km väster om ColeRidge Estates. 
Runt ColeRidge Estates är det i huvudsak tätbebyggt.